# Cattedrale dell'Immacolata Concezione (Yangon)
La cattedrale dell'Immacolata Concezione (in inglese: Cathedral of the Immaculate Conception), è la chiesa cattedrale dell'arcidiocesi di Yangon e si trova nella città di Yangon, in Birmania.

## Storia
La costruzione della chiesa è iniziata nel 1895 ed è stata completata 19 novembre del 1899, quando la Birmania Meridionale era una provincia britannica e il vicariato apostolico sotto la missione della Società per le missioni estere di Parigi. L'edificio è stato progettato dall'architetto olandese Jos Cuypers, figlio di Pierre Cuypers. Con il terremoto che colpì nel 1930 Rangoon, la cattedrale di Santa Maria ha subito pochi danni e ha successivamente resistito all'invasione giapponese durante la seconda guerra mondiale, mentre le vetrate colorate delle finestre sono state danneggiate durante l'invasione alleata della città.